# بوق فرنسي

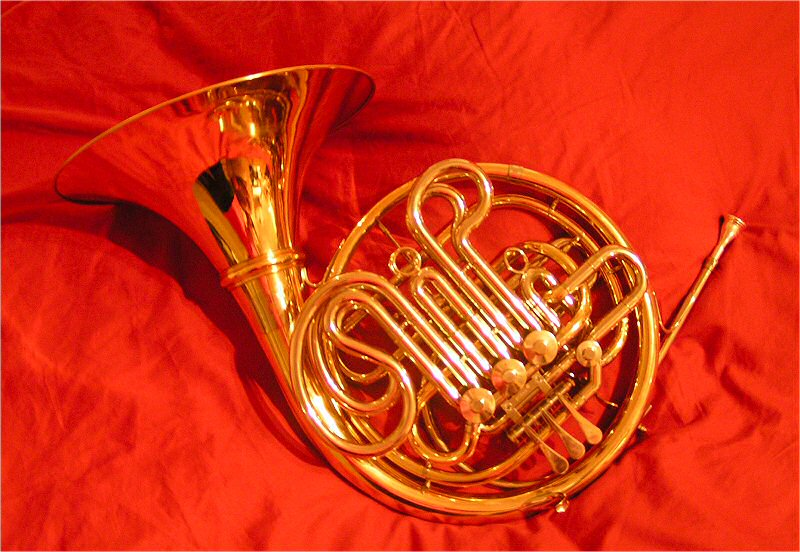
الهورن

البوق الفرنسي (بالإنجليزية: French horn وبالإيطالية: corno) هي آلة نفخ نحاسية لها بداية مخروطية وشكل يشبه الدائري مجالها الصوتي ثلاثة أوكتافات ونصف وقد نشأ الهورن الفرنسي في فرنسا عام 1650 وتطور بعد ذلك عن طريق إضافة بعض الصمامات ثم بعد ذلك تمت إضافة المفاتيح إليه وذلك للتحكم في المجال الصوتي وبالتالي التحكم في العلامات الموسيقية، حتى استقر على وضعه الحالي في عام 1900 وباستطاعته عزف سلم كروماتيك ضمن مجال ثلاثة أوكتافات ويستخدم الهورن ضمن فرق الأوركسترا وعادة توجد في الفرقة أربع أبواق.